# Північна вежа
Північна вежа (рос. Северная башня) — одна з найнижчих будівель ММДЦ Москва-Сіті, розташована на ділянці 19. У будівництві вежі брала участь австрійська будівельна компанія Strabag SE. Будівля була здана в експлуатацію третьою в районі Сіті після Вежі 2000 і Вежі на набережній. Серед найбільших орендарів будівлі - Райффайзенбанк, Транстелеком, Росинтер, General Motors, Hyundai Motor, Motorola і Blackwood.

## Особливості будівлі
Висота будівлі становить 108 м, загальна площа - 135 000 м². У вежі розташовані офісні приміщення, концертний зал, фітнес-центр WorldClass, ресторани, кафе, лікувальний заклад, а також багаторівнева автостоянка.
На верху вежі є значні за розміром залізні ферми, які виконують декоративну функцію. Вежа має значний 18-поверховий атріум, який завершується куполом.
Роботи з улаштування фасадів будівлі виконувались компанією «Велком-2000», якою окрім облицювання фасадів полегшеним натуральним каменем, були спроектовані і виготовлені світлопрозорі конструкції на основі алюмінієвих профільних систем Schüco загальною площею 51 тис. м²

## Галерея

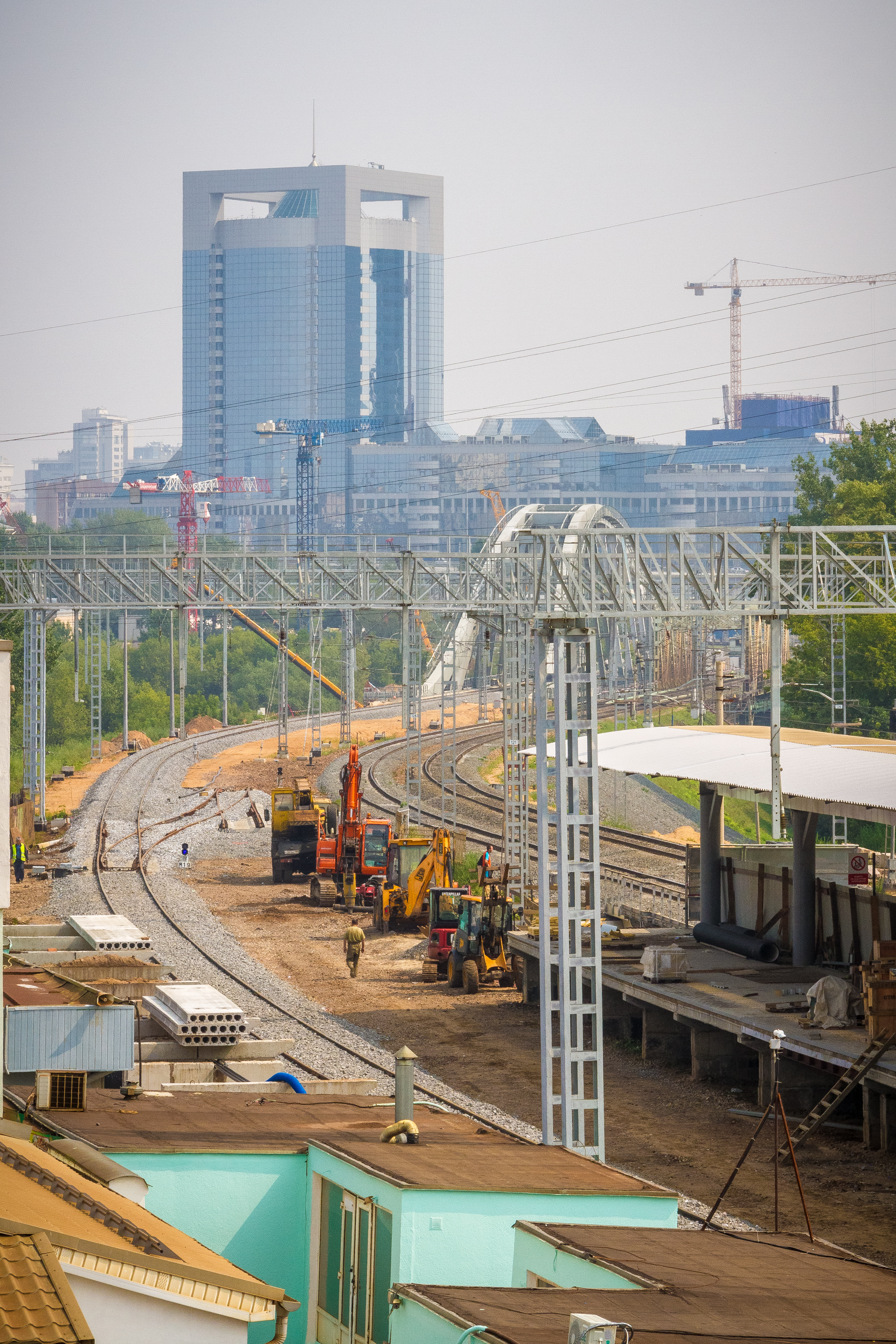
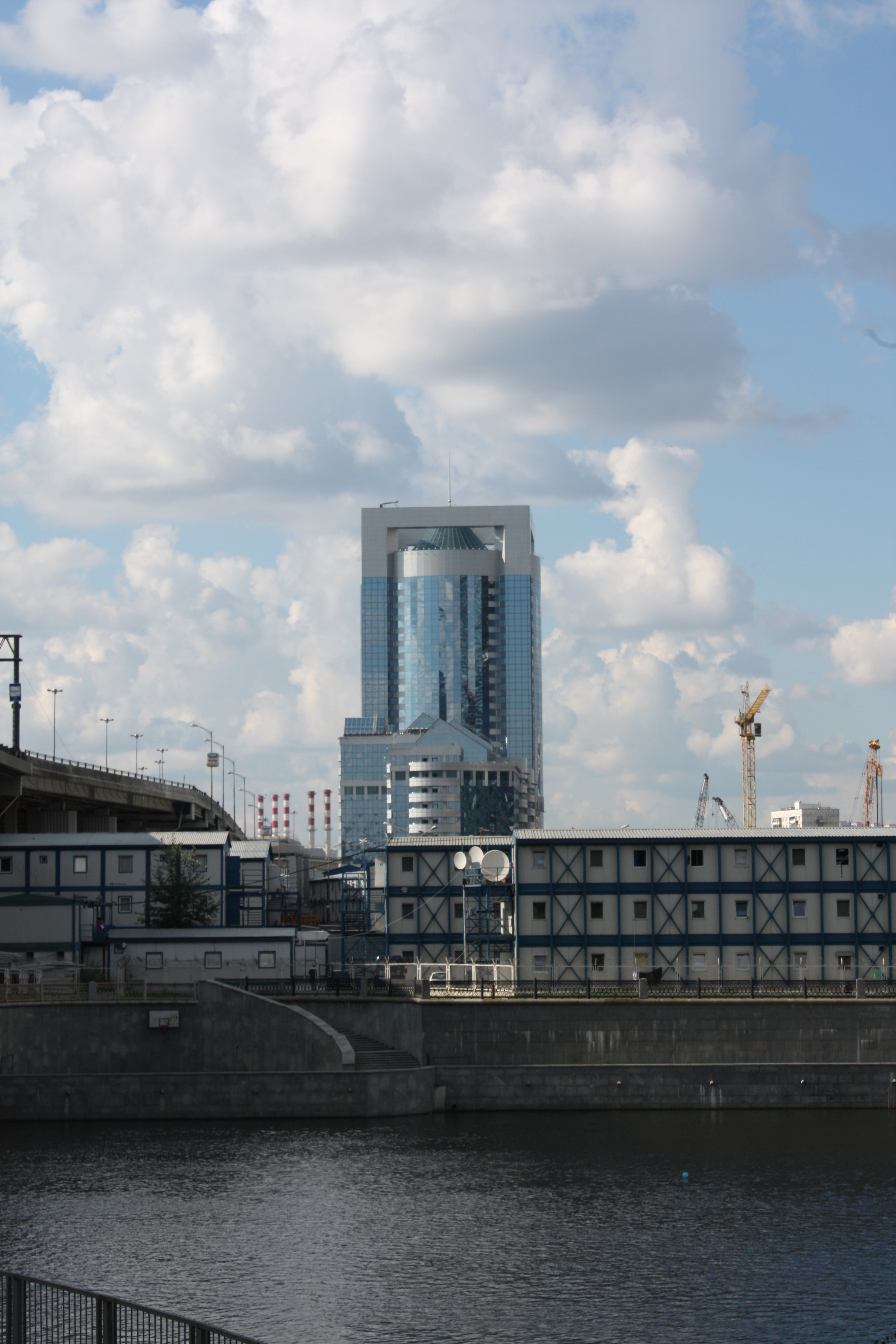
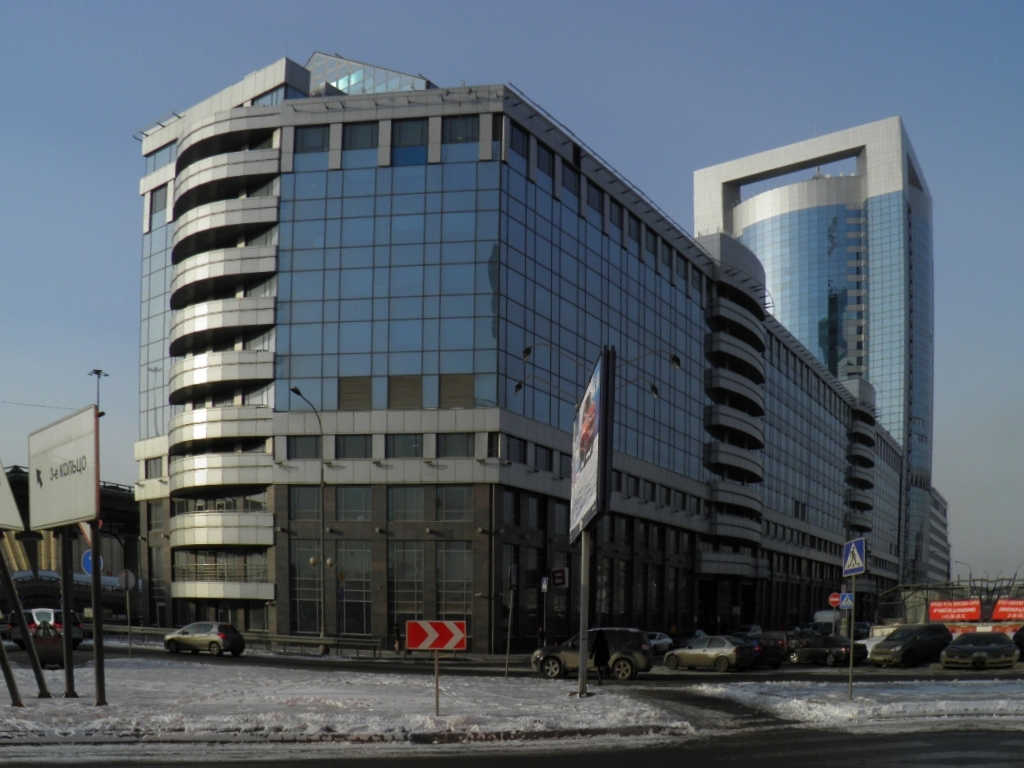